# Michelangelo Notarianni
Michelangelo Notarianni (Milano, 2 luglio 1932 – Roma, 27 agosto 1998) è stato un giornalista e politico italiano.

## Biografia
Vissuto per lungo tempo a Milano, dove studiò filosofia con Antonio Banfi, fu nel capoluogo milanese segretario della Federazione Giovanile Comunista Italiana e direttore dell'Istituto Gramsci. Iniziò la sua carriera di giornalista a l'Unità, dove lavorò fino al 1975, quando passò a il manifesto. Negli anni '90 fu direttore editoriale degli Editori Riuniti. Un'antologia dei suoi scritti fu pubblicata nel 2004 da manifestolibri col titolo La memoria a rischio: scritti e interventi, con prefazione di Marcello Cini e interventi di Lucio Magri e Rossana Rossanda 